# Полет 626 на „Йемения“
Полет 626 на „Йемения“ е международен пътнически полет от международното летище „Сана“, Сана, Йемен, до международното летище „Принц Саид Ибрахим“, Морони, Коморските острови, управляван от „Йемения“. На 30 юни 2009 г. около 1:50 ч. сутринта местно време самолетът „Еърбъс A310-324“, който изпълнява полета, се разбива по време на заход към международното летище „Принц Саид Ибрахим“ и убива всички освен един от 153 пътници и екипаж на борда. Единственият, който оцелява, е 12-годишното момиче Бахия Бакари, което е намерено вкопчено в останките, след като плава в океана в продължение на 13 часа. Момичето е изписано от болницата на 23 юли 2009 г.
Разследването установява, че инцидентът е причинен от неправилни действия на екипажа, които довеждат до срив, от който самолетът не се възстановява. Заходът е нестабилизиран, задейства различни аларми за близост до земята и показва информация за срив. Екипажът обаче е съсредоточен върху навигацията, стресиран е и не реагира адекватно на различните аларми. За инцидента допринасят лошите метеорологични условия, липсата на обучение, липсата на инструктаж на екипажа преди полета и невъзможността да се реагира правилно на алармата за издигане.
Френският държавен секретар по транспорта Доминик Бюсеро казва, че Франция забранява полетите на този самолет на своя територия преди няколко години поради технически причини в оборудването на машината. Йеменският министър на транспорта Халед Ибрахим Алвазир обаче обявява, че самолетът е в съответствие с международните стандарти и че в Йемен е извършена „всеобхватна проверка“ с експерти от „Еърбъс“.